# Laiancer

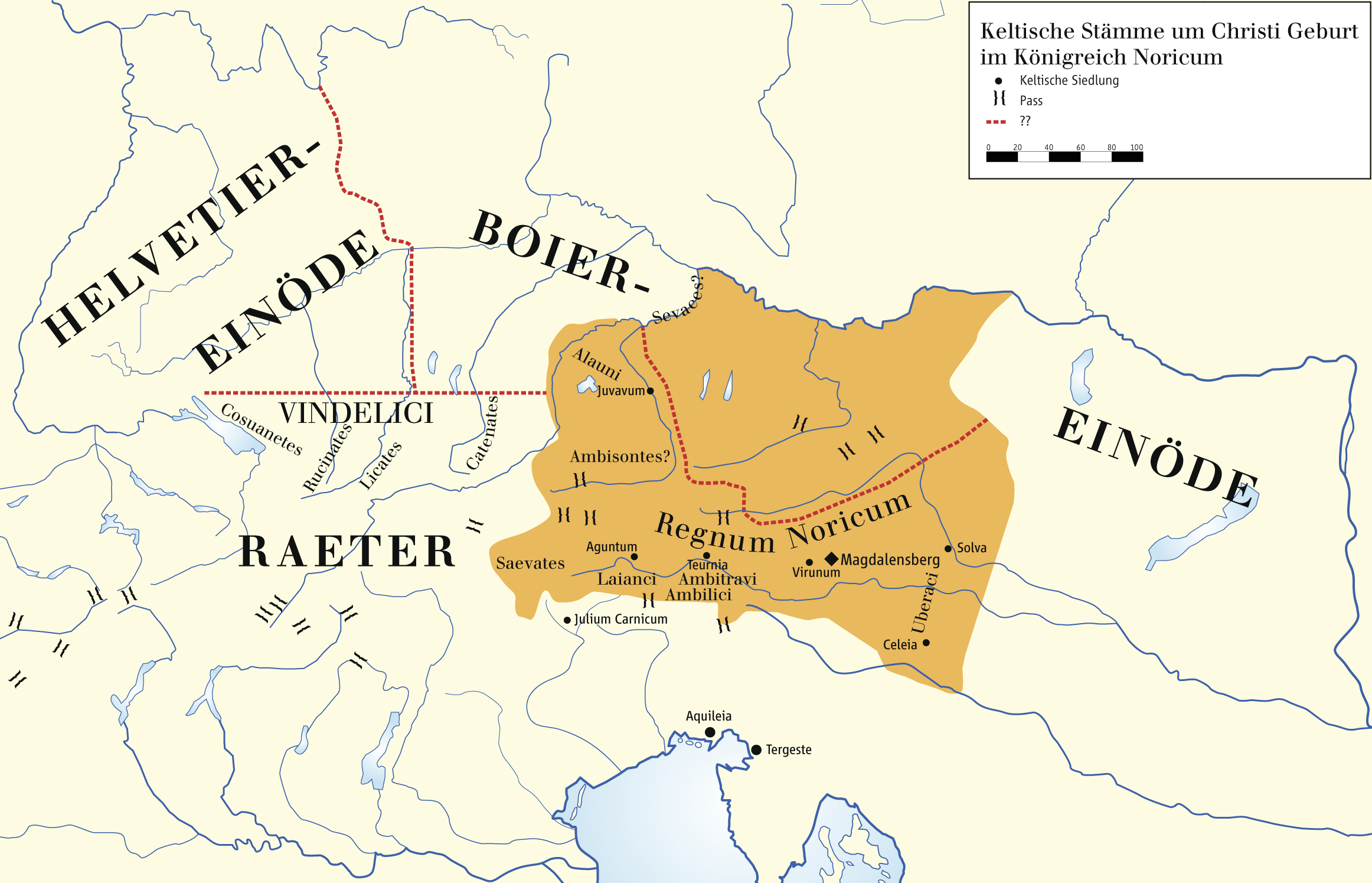
Laianci im Südwesten Noricums

Die Laiancer, auch Laianker (lateinisch Laianci) waren ein norischer Volksstamm der Kelten. Ihr Wohnsitz lag im heutigen Osttirol (Österreich), im Gebiet um Aguntum, einer Römersiedlung ungefähr 4 km östlich von Lienz im Drautal. Ihr Stammesname ist noch im heutigen Namen dieser Stadt aufzufinden.
Auf einer Inschrift aus der Zeit von 41 bis 54 n. Chr. in Zuglio (Iulium Carnicum) in der römischen Provinz Venetia et Histria (heute Friaul-Julisch Venetien), einem Teilgebiet der Gallia cisalpina, wurde der Hinweis […] in Norico civitas Saevatium et Laiancorum gefunden. Hier werden die Saevaten und Laiancer als gemeinsame civitas (Verwaltungseinheit mit einem Stadt- oder Stammesnamen) bezeichnet.
Auf einer anderen Inschrift, gewidmet drei Damen des Iulischen Kaiserhauses und entdeckt in der Stadt auf dem Magdalensberg in Kärnten, werden ebenfalls die Laiancer zusammen mit anderen norischen Völkern genannt.
Das Volk der Laiancer wird mitunter – zusammen mit den benachbarten Saevaten und Rätern – als Träger der Fritzens-Sanzeno-Kultur betrachtet.